# Colonia Guadalupe Victoria, Otzolotepec
Colonia Guadalupe Victoria är en ort i kommunen Otzolotepec i delstaten Mexiko i Mexiko. Samhället hade 4 834 nvånare vid folkräkningen 2020.